# Eulalia foliosa
Eulalia foliosa är en ringmaskart som beskrevs av Treadwell 1924. Eulalia foliosa ingår i släktet Eulalia och familjen Phyllodocidae. Inga underarter finns listade i Catalogue of Life.